# Nudelman-Richter NR-30
Die Nudelman-Richter NR-30 (russisch Нудельман-Рихтер НР–30) ist eine sowjetisch/russische Bordkanone im Kaliber 30 × 155 mm B.

## Technik
Grundlage der Waffe war die Vorgängerversion NR-23, die verlängert und dahingehend modifiziert wurde, dass sie stärkere Munition im Kaliber 30 mm verschießen konnte. Sie arbeitete als Rückstoßlader und verfügte über eine effektive Reichweite von 800 Metern. Eine Mündungsbremse dämpfte sowohl den Rückstoß als auch das Mündungsfeuer. Bei Montagen nahe den Tragflächenwurzeln wurden an den Flugzeugrümpfen Edelstahlbleche angebracht, um den Rumpf vor Beschädigungen durch das Mündungsfeuer zu schützen. Die Lebensdauer eines Laufes betrug etwa 3000 Schuss, danach wurde der Lauf ausgetauscht. Die NR-30 diente ab 1954 als Bordwaffe folgender Kampfflugzeuge:
- Mikojan-Gurewitsch MiG-19
- Mikojan-Gurewitsch MiG-21F und -F13[1]
- Suchoi Su-7
- Suchoi Su-17
- Suchoi Su-22

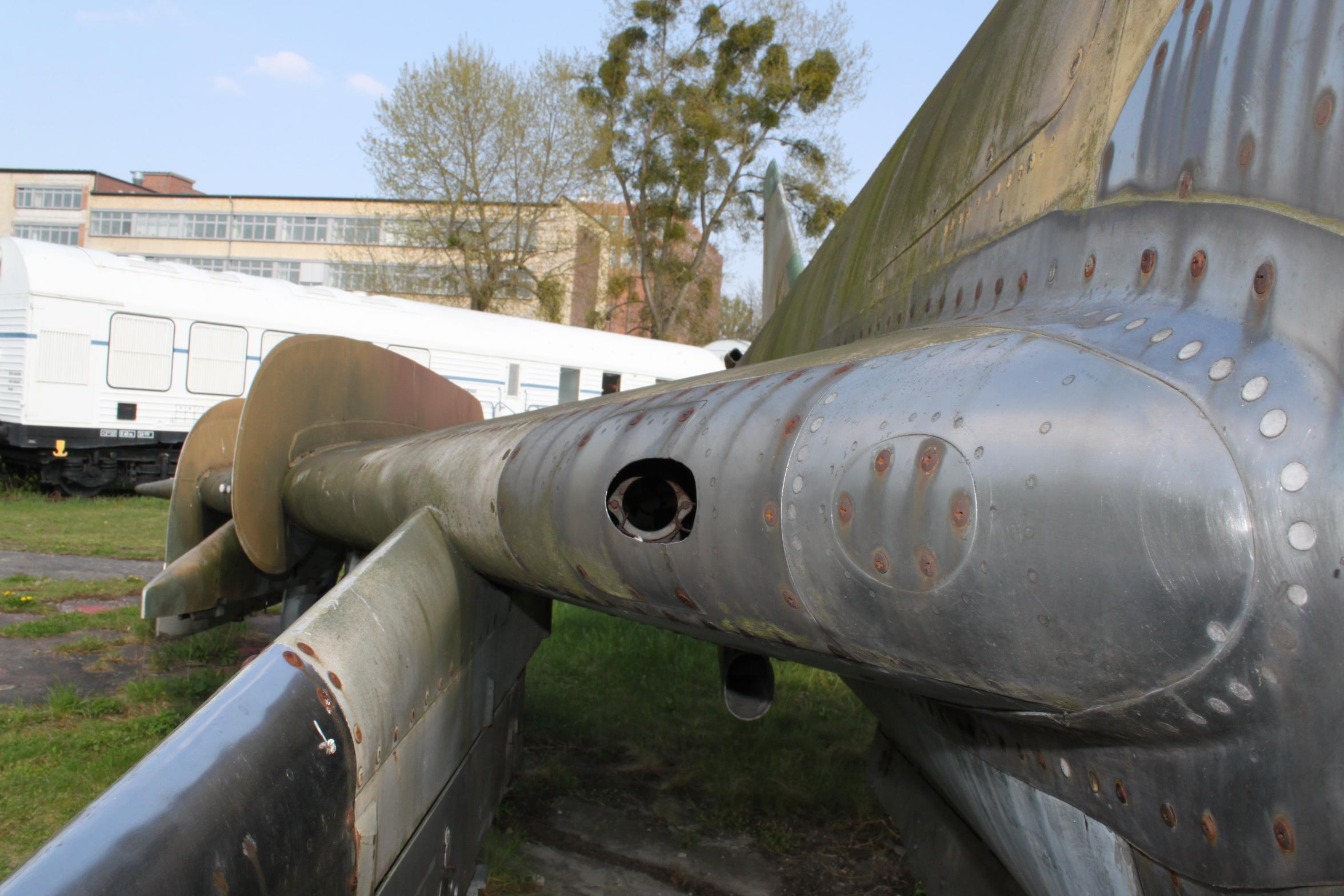
Edelstahlbeplankung in Mündungsnähe der NR-30
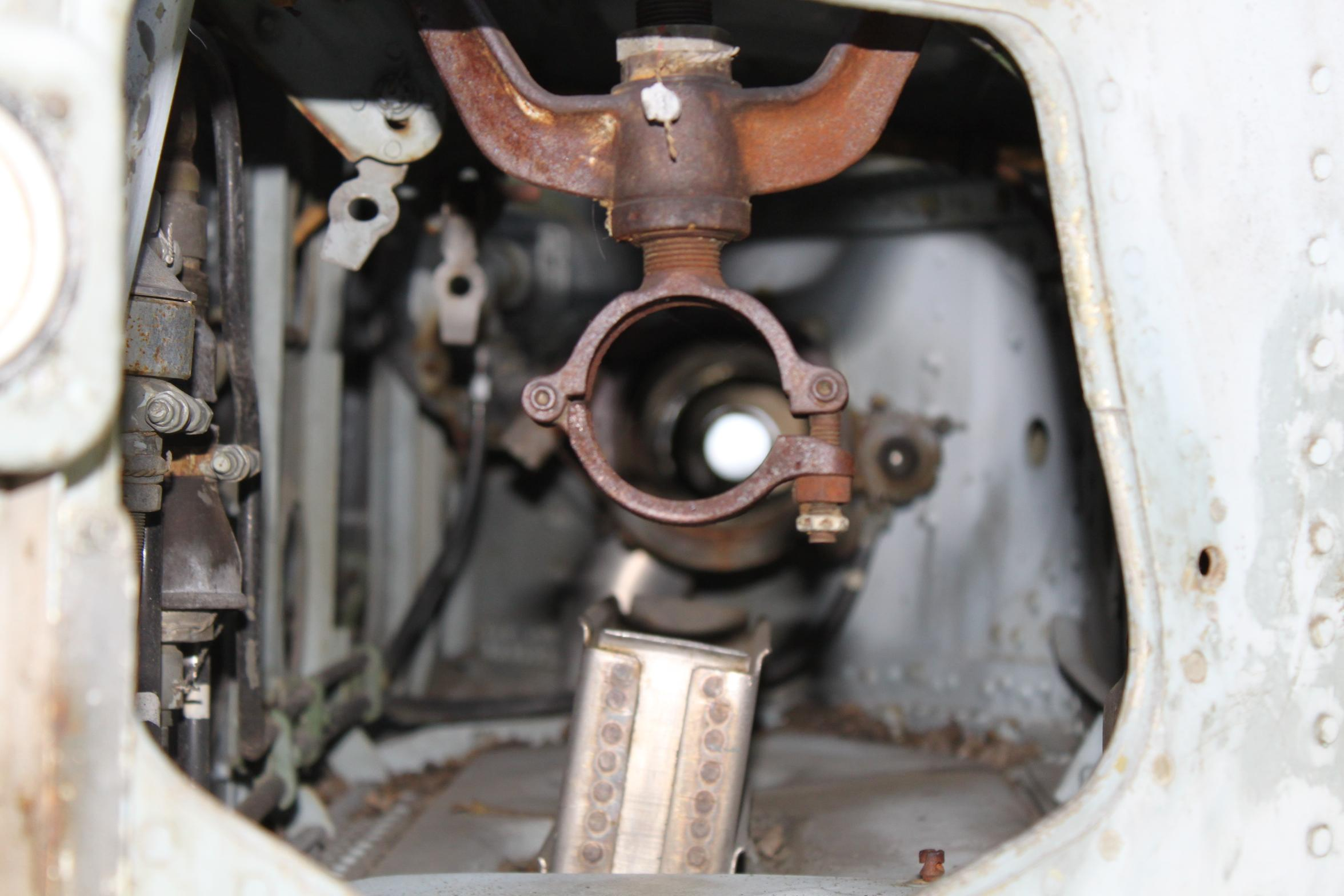
Aufhängung der NR-30 in einer SU-22
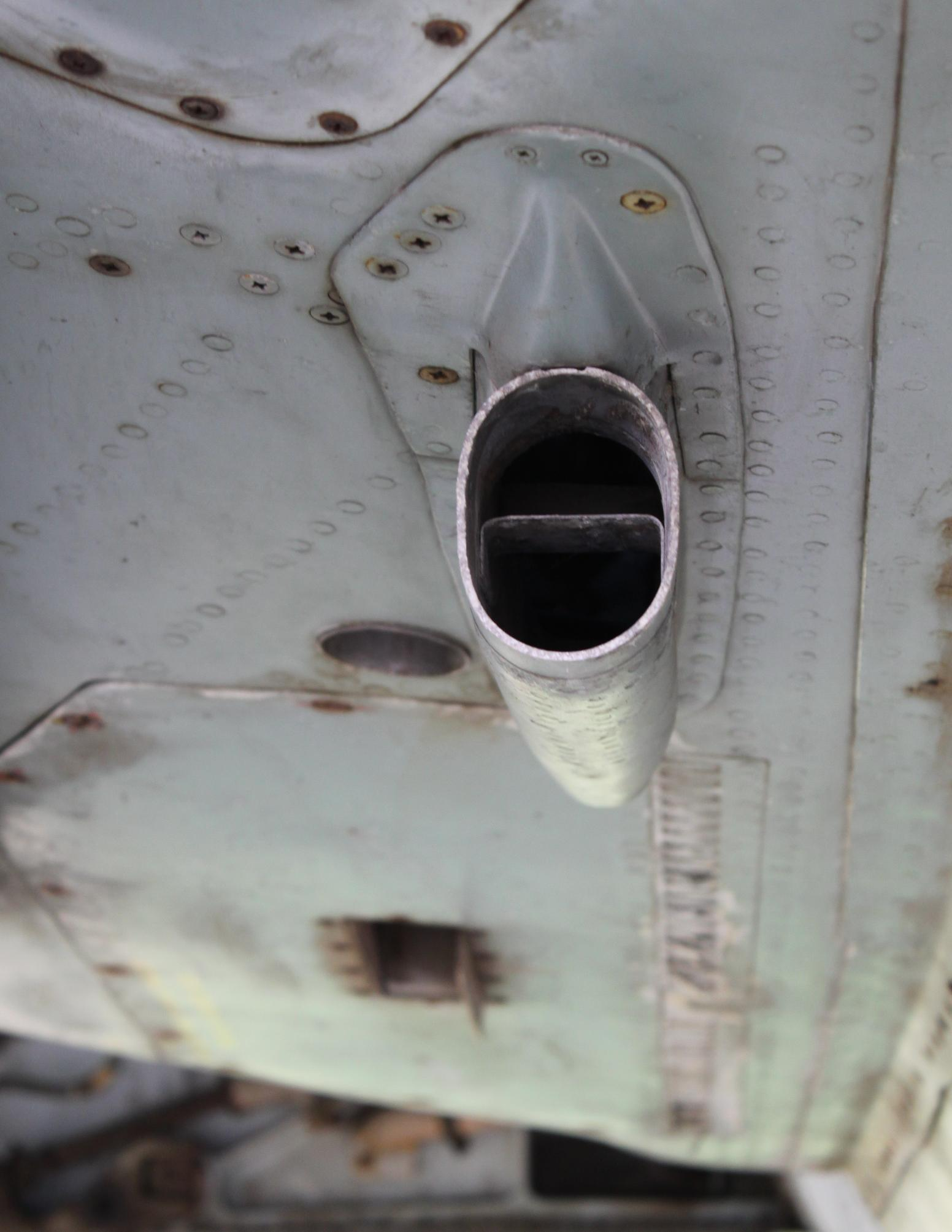
Kühllufteinlass und Hülsenauswurf der NR-30